# برتولت بريشت

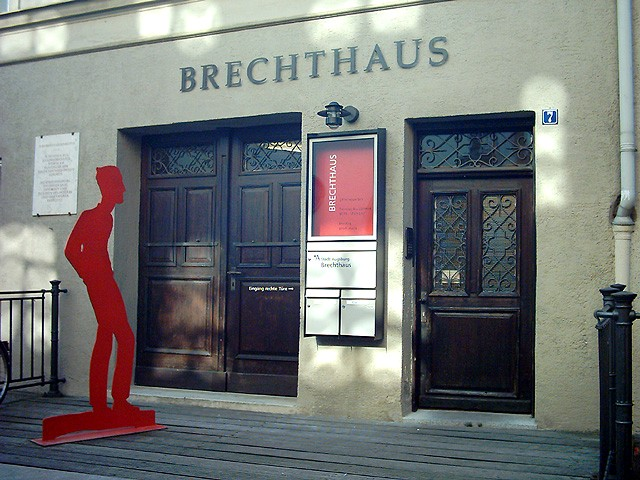
البيت الذي ولد فيه بريشت في مدينة أوسبورغ

برتولت بريشت، (بالألمانية: Bertolt Brecht) وتكتب أيضًا بريخت، (ولد في أوجسبورج في 10 فبراير 1898 – مات في برلين 4 أغسطس 1956) شاعر وكاتب ومخرج مسرحي ألماني. يعد من أهم كتاب المسرح في القرن العشرين. كما أنه من الشعراء البارزين.

## حياته
ولد برتولت بريشت في 10 فبراير 1898 في مدينة أوجسبورج. درس الطب في ميونخ، وهناك تعرف على لودفيج فويشتنفانجر، وعمل في مسرح كارل فالنتين. وفي عام 1922 حصل بريشت على جائزة كلايست عن أول أعماله المسرحية. وفي عام 1924ذهب إلى برلين، حيث عمل مخرجا مسرحيا. وهناك اخرج العديد من مسرحياته.وتزوج عام 1929 من الممثلة هلينا فايجل Helene Weigel
وفي عام 1933 بعد استيلاء هتلر على السلطة في ألمانيا، هرب إلى الدانمارك. ثم هرب عام 1941 من الدانمارك من القوات الألمانية التي كانت تتوغل في أوروبا، وتحتل كل يوم بلدا جديدا، فهرب إلى سانتا مونيكا في كاليفورنيا، وهناك قابل العديد من المهاجرين الألمان الذين فروا من الدولة الهتلرية، التي بدأت تمارس القهر والاغتيالات ضد المعارضين، وتفرض اضطهادا لا حدود له ضد اليهود، وتحرق كتب الأدباء التي لا ترضى عنهم. والتي كانت كتب بريشت من الكتب التي أحرقت.
وهناك في أمريكا لم يكن بريشت راضيا عن الأوضاع الاجتماعية والأخلاقية في أمريكا. وفي عام 1947 حوكم برتولت بريشت في واشنطن، بسبب قيامه بتصرفات غير أمريكية.
وفي عام 1948 عاد إلى الوطن ألمانيا، ولكن لم يسمح له بدخول ألمانيا الغربية، فذهب إلى ألمانيا الشرقية، حيث تولى هناك في برلين الشرقية إدارة المسرح الألماني. ثم أسس في عام 1949 «مسرح برلينر إنسامبل» (فرقة برلين). وتولى عام 1953 رئاسة نادي القلم الألماني. وحصل عام 1954 على جائزة ستالين للسلام. وقد أثر مسرح «برلينر إنسامبل» على المسرح الألماني في فترة ما بعد الحرب العالمية الثانية، وظل بريشت يعمل في هذا المسرح حتى وفاته في عام 1956.

## أدبه
يعتبر بريشت من أهم كتاب المسرح العالمي في القرن العشرين، ويعد من مؤسسي وأهم منظري المسرح الملحمي، ويقوم مذهبه في المسرح على فكرة أن المشاهد هو العنصر الأهم في تكوين العمل المسرحي، فمن اجله تكتب المسرحية، حتى تثير لديه التأمل والتفكير في الواقع، واتخاذ موقف ورأي من القضية المتناولة في العمل المسرحي. ومن أهم أساليبه في كتابة المسرحية:
1. هدم الجدار الرابع: ويقصد به جعل المشاهد مشاركا في العمل المسرحي، واعتباره العنصر الأهم في كتابة المسرحية. والجدار الرابع معناه أن خشبة المسرح التي يقف عليها الممثلون، ويقومون بأدوارهم، هي تشبه غرفة من ثلاثة جدران، والجدار الرابع هو جدار وهمي وهو الذي يقابل الجمهور.
2. التغريب : ويقصد به تغريب الأحداث اليومية العادية، أي جعلها غريبة ومثيرة للدهشة، وباعثة على التأمل والتفكير.
3. المزج بين الوعظ والتسلية، أو بين التحريض السياسي وبين السخرية الكوميدية.
4. استخدام مشاهد متفرقة: فبعض مسرحياته تتكون من مشاهد متفرقة، تقع أحداثها في أزمنة مختلفة، ولا يربط بينها غير الخيط العام للمسرحية. كما في مسرحية «الخوف والبؤس في الرايخ الثالث» 1938. فقد كتبها في مشاهد متفرقة تصب كلها في وصف الوضع العام لألمانيا في عهد هتلر، وما فيه من القمع والطغيان والسوداوية التي ينبأ بحدوث كارثة ما.
5. استخدام أغنيات بين المشاهد وذلك كنوع من المزج بين التحريض والتسلية.

كتب بريشت أولى أعماله المسرحية وهي«بعل» (بالألمانية: Baal) وكان متأثرا فيها بفترة التعبيرية. أما في مسرحية «أوبرا الثلاثة قروش» (بالألمانية: Die Dreigroschenoper) التي عرضت عام 1928 التي حققت له نجنحا عالميا، فقد كانت تصور بطريقة عفوية مبدأ: «في البداية الطعام، ثم الأخلاق». وكان بريشت من أهم كتاب المسرح في ألمانيا قبل عام 1933. ولكن بعد استيلاء هتلر على الحكم، واضطهاده اليهود، وإحراقه كتب الأدباء الذين لا ينتهجون نهجا نازيا، هرب من ألمانيا إلى الدانمارك، وعاش فيها في الفترة بين عامي 1933 و1939. ثم هرب إلى أمريكا حيث اجتاحت القوات النازية الدانمارك. وكتب في أمريكا أهم أعماله، منها نظريته عن المسرح الملحمي، التي نشرها بريشت عام 1948, بعنوان الأرجانون الصغير للمسرح.
ونجد في أعمال بريشت حيرته إزاء العالم وقضاياه، ففى نهاية مسرحيته «الإنسان الطيب في ستشوان» يقول بريشت: «نقف هنا مصدومين، نشاهد بتأثر الستارة وهي تغلق وما زالت كل الأسئلة مطروحة للإجابات».
وفي مسرحية «حياة جاليليو» التي كتبها عام 1943 في المهجر في الدانمارك، تدور الأحداث حول عالم الفيزياء الإيطالي جاليليو، الذي يتراجع أمام سلطة الكنيسة، ويتخلى عن إنجازاته وأعماله العظيمة خوفا من التعذيب والحرق. وترمز هذه المسرحية إلى وضع العلماء الألمان بعد تولي هتلر السلطة في ألمانيا.
 يُعتبر يرتولت بريشت الكاتب المسرحي الألماني من أكثر رواد المسرح التفاتًا نحو الاغتراب بوصفه مظهرًا سلبيًا للعلاقة بين الجمهور والعرض المسرحي، والذي طوّر بريخت في سياقه نظريته المعروفة باسم تأثير الاغتراب، فهو يرى أن الرحلة العاطفية التي يصطحب العرض المسرحي فيها الجمهور غير واعية ونقدية كما يجب، وهي عبارة عن تلاعب عاطفي بهم، فيبكون عندما تبكي الشخصية، ويضحكون عندما تضحك، كما لو أنها رحلة إغماء عقلي.

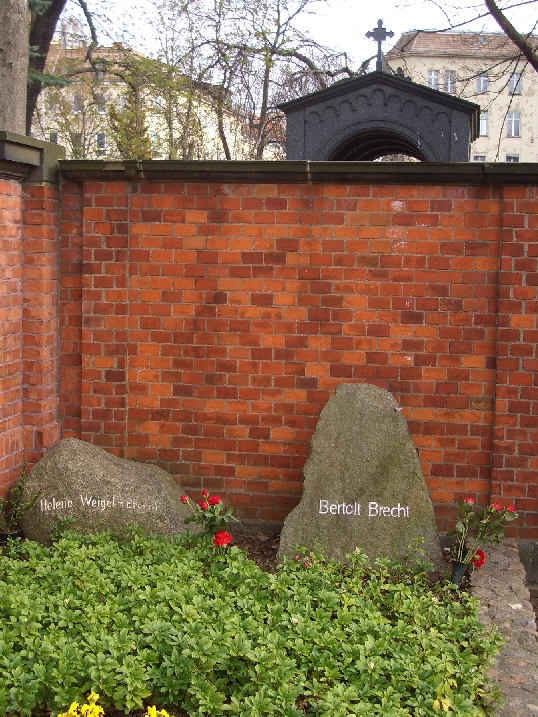
قبر بريشت وزوجته هلينا

## أعماله المسرحية
1. بعل
2. 20/1922 -1918 طبول في الليل Trommeln in der Nacht[الألمانية]
3. 1924/1924 حياة إدوارد الثاني ملك إنجلترا[Leben Eduards des Zweiten von England]
4. 26/1926- 1924 الرجل هو الرجل Mann ist Mann[الألمانية]
5. 1928/1928 أوبرا الثلاثة قروش Die Dreigroschenoper[الألمانية]
6. صعود وسقوط مدينة مهاجوني
7. 1937–39/1943 حياة جاليليوLeben des Galilei[الألمانية]
8. الاستثناء والقاعدة
9. 31/1932 -1930 الأم Die Mutter[الألمانية]
10. البؤس والخوف في الرايخ الثالث
11. 1938-39/1941 الأم شجاعة وأبنائها Mutter Courage und ihre Kinder
12. الإنسان الطيب من سيتشوان
13. 45/1948- 1943 دائرة الطباشير القوقازية Der kaukasische Kreidekreis

## مسرحيات من فصل واحد
1. الزفاف
2. الشحاذ، أو اليد الميتة
3. كم يكلف الحديد
4. الخطايا السبعة المهلكة

## كلمات
"حقا أنني أعيش في زمن أسود..
الكلمة الطيبة لا تجد من يسمعها..
الجبهة الصافية تفضح الخيانة..
والذي ما زال يضحك..
لم يسمع بعد بالنبأ الرهيب..
أي زمن هذا؟" 🖒

## روابط خارجية
- برتولت بريشت على موقع IMDb (الإنجليزية)
- برتولت بريشت على موقع الموسوعة البريطانية (الإنجليزية)
- برتولت بريشت على موقع مونزينجر (الألمانية)
- برتولت بريشت على موقع قاعدة بيانات الأفلام العربية
- برتولت بريشت على موقع ألو سيني (الفرنسية)
- برتولت بريشت على موقع ميوزك برينز (الإنجليزية)
- برتولت بريشت على موقع أول موفي (الإنجليزية)
- برتولت بريشت على موقع قاعدة بيانات برودواي على الإنترنت (الإنجليزية)
- برتولت بريشت على موقع قاعدة بيانات الأفلام السويدية (السويدية)
- برتولت بريشت على موقع إن إن دي بي (الإنجليزية)